# أليس أرلن
أليس أرلن (بالإنجليزية: Alice Arlen)‏ هي كاتِبة وصحفية وكاتبة سيناريو أمريكية، ولدت في 6 نوفمبر 1940 في شيكاغو في الولايات المتحدة، وتوفيت في 29 فبراير 2016 في مانهاتن في الولايات المتحدة.

## وصلات خارجية
- أليس أرلن على موقع IMDb (الإنجليزية)
- أليس أرلن على موقع قاعدة بيانات الفيلم (الإنجليزية)